# Jean de la nuit
Jean de la nuit est un roman historique de Juliette Benzoni paru en 1985. Il compose le premier volet de la trilogie Les loups de Lauzargues.